# Miguel Ángel Clemente
Miguel Ángel Clemente Solano (Murcia, 19 de diciembre de 1969) es un deportista español que compitió en ciclismo adaptado en las modalidades de pista y ruta. Ganó una medalla de bronce en los Juegos Paralímpicos de Londres 2012 en la prueba de persecución individual en pista (clase B).

## Palmarés internacional
| Juegos Paralímpicos | Juegos Paralímpicos   | Juegos Paralímpicos | Juegos Paralímpicos      |
| Año                 | Lugar                 | Medalla             | Prueba                   |
| ------------------- | --------------------- | ------------------- | ------------------------ |
| 2012                | Londres (Reino Unido) | Medalla de bronce   | Persecución individual B |